# Gouvernement Churchill II
Royaume-Uni
Churchill I Attlee
Le gouvernement Churchill (2) (en anglais : Churchill caretaker ministry) est un gouvernement intérimaire du Royaume-Uni, entre le 23 mai 1945 et le 26 juillet 1945,

## Historique du mandat
Dirigé par le Premier ministre conservateur sortant Winston Churchill, ce gouvernement est constitué et soutenu par le Parti conservateur (Tory) et le Parti national-libéral (LNP).
Il est formé à la suite de la démission de Winston Churchill de ses fonctions de premier ministre.
Après la défaite de l'Allemagne et de l'Italie, les travaillistes décident de quitter la coalition. Churchill démissionne et il est chargé de former un gouvernement intérimaire jusqu'à la tenue des élections générales.
Lors de ces élections générales du 5 juillet 1945, les conservateurs sont largement battus et Clement Attlee devient premier ministre.

## Composition

### Initiale (23 mai 1945)
| Fonction                                                       | Titulaire | Titulaire             | Parti |
| -------------------------------------------------------------- | --------- | --------------------- | ----- |
| Premier ministre Premier Lord au Trésor Ministre de la Défense |           | Winston Churchill     | Tory  |
| Lord Président du Conseil                                      |           | Frederick Marquis     | Ind.  |
| Lord du Sceau privé                                            |           | Max Aitken            | Tory  |
| Chancelier de l'Échiquier                                      |           | John Anderson         | Ind.  |
| Secrétaires d’État des Affaires étrangères                     |           | Anthony Eden          | Tory  |
| Secrétaire d'État à l'Intérieur                                |           | Donald Somervell      | Tory  |
| Premier Lord de l'Amirauté                                     |           | Brendan Bracken       | Tory  |
| Ministre de l'Agriculture, de la Pêche et de l'Alimentation    |           | Robert Hudson         | Tory  |
| Secrétaire d'État de l'air                                     |           | Harold Macmillan      | Tory  |
| Secrétaire d'État aux Colonies                                 |           | Oliver Stanley        | Tory  |
| Secrétaire d'État aux Dominions                                |           | Robert Gascoyne-Cecil | Tory  |
| Ministre de l'Éducation                                        |           | Richard Law           | Tory  |
| Secrétaires d'État à l'Inde et à la Birmanie                   |           | Leo Amery             | Tory  |
| Ministre du Travail et du Service national                     |           | Rab Butler            | Tory  |
| Ministre de la Production Président de la chambre de commerce  |           | Oliver Lyttelton      | Tory  |
| Secrétaire d'État pour l'Écosse                                |           | Harry Primrose        | LNP   |
| Secrétaire d'État à la Guerre                                  |           | James Grigg           | Tory  |